# Marie Madeleine pénitente
Pour les articles homonymes, voir Marie-Madeleine pénitente.
Marie Madeleine pénitente est un tableau réalisé par la peintre italienne Artemisia Gentileschi en 1625-1626. De format vertical, cette huile sur toile est une peinture chrétienne qui représente Marie Madeleine en pénitence. Elle la figure assise dans un fauteuil, la tête reposée sur sa main droite. Acquise par Fernando Afán de Ribera y Téllez-Girón alors qu'il est ambassadeur d'Espagne près le Saint-Siège, l'œuvre demeure dans des collections privées jusqu'à son acquisition en 2024 par le musée d'Art Kimbell, à Fort Worth, au Texas, dans le Sud des États-Unis. Des copies existent à la cathédrale Notre-Dame-du-Siège de Séville et au musée Soumaya de Mexico, respectivement en Espagne et au Mexique.

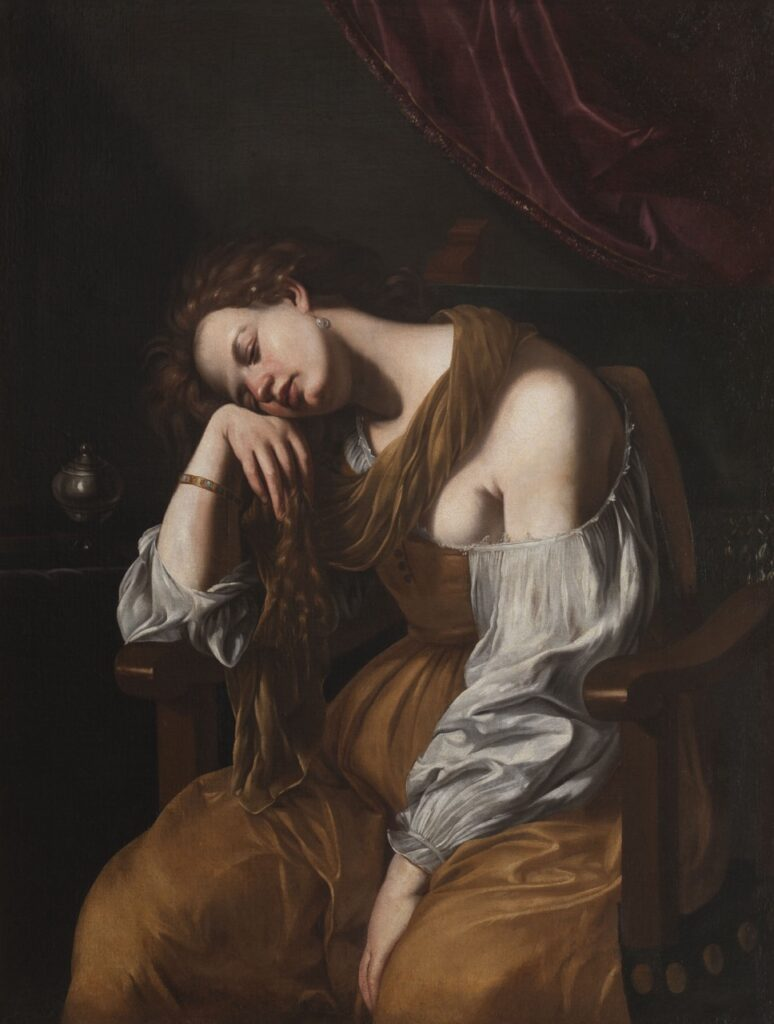
Cathédrale Notre-Dame-du-Siège de Séville, Séville.
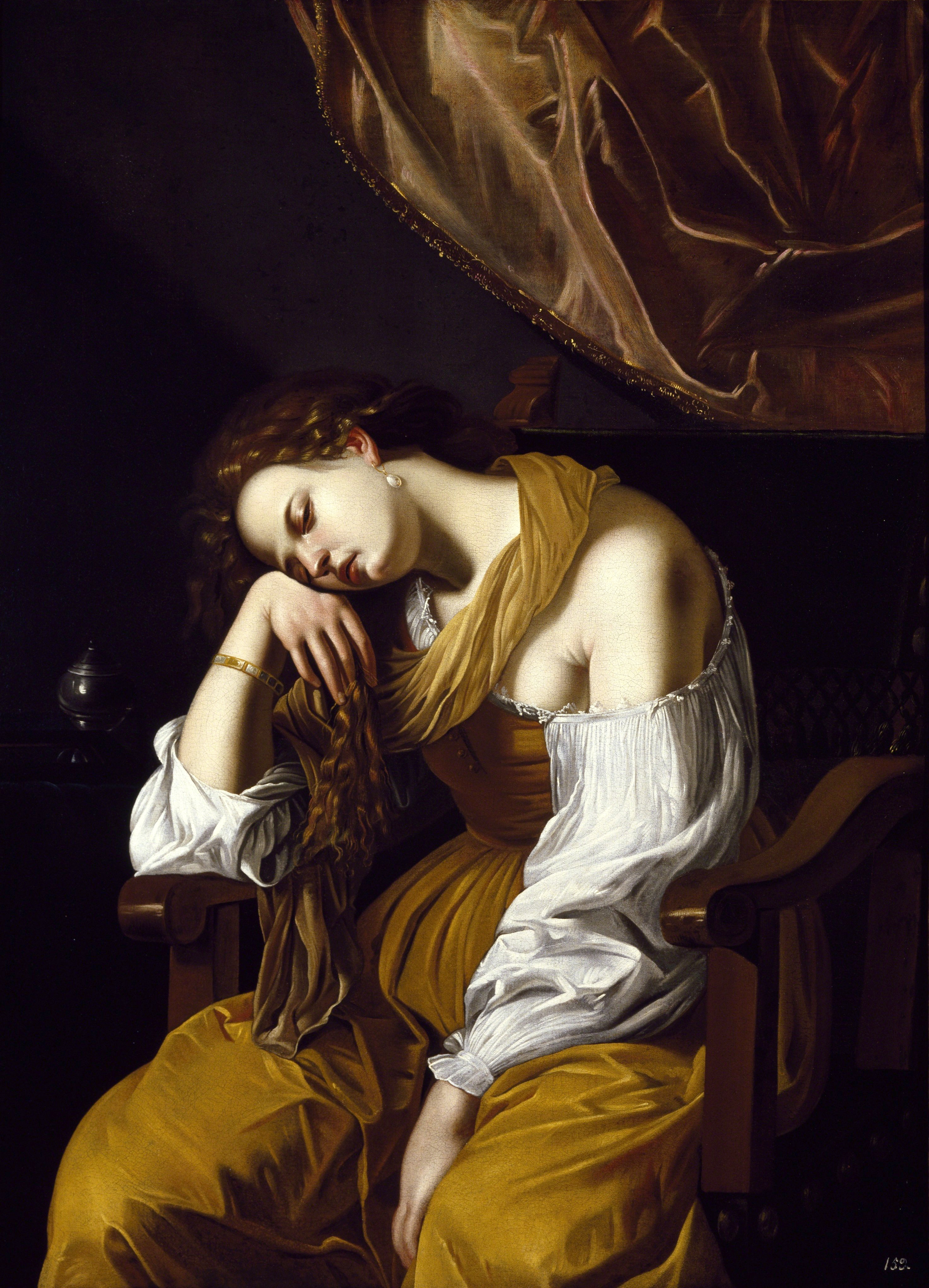
Musée Soumaya, Mexico.